# Polatna
Polatna (cyr. Полатна) – wieś w Serbii, w okręgu braniczewskim, w gminie Žabari. W 2011 roku liczyła 274 mieszkańców.